# Samir Zarif
Samir Zarif (* 27. September 1980 in Houston) ist ein US-amerikanischer Jazzmusiker (Sopran- und Tenorsaxophon, Komposition, auch Gesang, electronics), der sich auch als Musikproduzent betätigt.
Musikalisch verbindet er Jazztraditionen mit modernen Spielarten des Rhythm & Blues und Hip-Hop.

## Leben und Wirken
Samir Zarif hatte ersten Musikunterricht von seiner Mutter, die Klavier- und Gesangslehrerin ist. Seine Schwester Tahirah Whittington ist Cellistin; sein früh verstorbener Vater arbeitete als Buchhalter sowohl für Malcolm X in Brooklyn als auch für Nathan's Hot Dogs in Coney Island. Zarif lernte Violine in der Grundschule, Violine und Saxophon in der Mittelschule und schließlich Saxophon an der High School for the Performing and Visual Arts (HSPVA) und der Willowridge High School. Später zog er nach New Orleans, um an der University of New Orleans Jazz-Interpretation und -Komposition bei dem Trompeter und Filmkomponisten Terence Blanchard zu studieren. In New Orleans trat er mit Jason Marsalis, Aaron Neville, Nicholas Payton und Jill Scott auf. Erste Aufnahmen entstanden ab 2003 mit Neil Blumofe (Moses' Muses), Jonathan Batiste (Times in New Orleans) sowie mit Irvin Mayfield und dem New Orleans Jazz Orchestra. Nach seinem Bachelor-Abschluss zog er nach New York City, um an der Manhattan School of Music die Fächer Jazz Studies und Saxophone Performance zu studieren.
Seitdem ist Zarif in der Musikszene von New York tätig und wurde zu einem renommierten Aufnahme- und Tour-Saxophonisten für viele namhafte Künstler und Bands, darunter die Big Band Identities, The Story, Soulful Symphony, Chrisette Michele und Hans Glawischnigs Trio Jahira (gleichnamiges Album 2011). Er trat an Veranstaltungsorten wie der Carnegie Hall, dem Blue Note, 55 Bar und im Bimhuis in Amsterdam sowie an Festivals wie dem North Sea Jazz Festival und dem Newport Jazz Festivaal auf. 2010 legte er sein Debütalbum Starting Point (Mythology Records) und hieraus das Musikvideo Keep the Faith vor, gefolgt von Stereotype Threat. 2011 arbeitete er mit dem Produzenten Brian Lindgren zusammen und gründete das elektronische Musikproduzentenduo Pax Humana, das die Alben A Matter of Heart (2012) und A New Frontier (2014) veröffentlichte.
Des Weiteren war er als Produzent einer Reihe von Kurzfilmen der multimedialen Künstlerin Donna Cameron tätig, die dann vom Museum of Modern Art (MOMA) präsentiert und vertrieben wurden. Zarif schrieb außerdem Musik für den Kurzfilm The Bronx Balletomane von Jeremy Joffee.
Im Bereich des Jazz war er zwischen 2003 und 2018 an 16 Aufnahmesessions beteiligt, u. a. mit Jon Irabagon (Outright! 2007), Miguel Zenón (Identities Are Changeable, 2014), Mimi Jones (Feet In the Mud, 2015) und Ryan Slatko (First Impressions, 2016). Zarif arbeitete mit der Formation The Story (mit Lars Dietrich, Greg Ritchie, John Escreet, Zack Lober und Maria Neckam). 2018 leitete er ein Sextett mit Edson Sean (Gesang), Natalie Oliveri (Gesang), Noah MacNeil (Piano), Yoshiki Yamada (Bass) und Dan Pugach (Drums); gegenwärtig (2019) gehört er auch dem E. J. Strickland Quintet mit der Sängerin Aimee Allen an.

## Diskographische Hinweise
- The Paislies (Fresh Sound New Talent Records, 2007; mit Jesse Lewis, Eliot Cardinaux, Miro Sprague, Paul Wiltgen, Perry Wortman)
- Starting Point (2011), mit Zack Lober, Colin Stranahan, Greg Ritchie, Maria Neckam, Lars Dietrich[4]